# 三重交通中勢営業所
三重交通中勢営業所（みえこうつうちゅうせいえいぎょうしょ）は、三重県津市にある三重交通の営業所。中部観光営業所を併設している。
2005年（平成17年）9月に鈴鹿営業所と津営業所（中勢地域の2つの三重交通営業所）が統合して誕生した。

## 高速路線

### 京都高速線
- 津駅・三重会館 - 土山BS - 五条京阪・京都駅八条口

路線概要
- JR線・近鉄線で直行する列車がない京都と三重県北部を直通する高速バスである。2008年2月、新名神高速道路（亀山JCT - 草津JCT）の開通により、京都と三重県北部をより短距離で結ぶことができるようになったことを受けて開設された路線で、新名神の新規開業区間を通行する初の高速バス路線となった。新名神高速道路では開通後1年までに高速バス30便が新設されたとされるが、そのうち大半にあたる28便（四日市12、津8、伊勢8）が当路線によるものである。運行本数は2025年時点で原則として土休日の1日1往復。

路線沿革
- 2007年12月19日： 路線認可申請（京都 - 四日市、京都 - 津）。
- 2008年 3月 7日： 路線運行認可。
- 2008年 3月13日： 予約受付開始。
- 2008年 3月20日： 新名神高速道路の 亀山JCT - 草津田上IC間の開通に伴い、運行開始。
- 2014年 3月 1日： 津方面1日4往復から3往復に減便し、三重交通単独運行となる。
- 2017年 4月 1日： 津方面1日3往復から2往復に減便。
- xxxx年xx月xx日： 津方面1日2往復から1往復に減便。
- 2024年 4月 1日： 土休日および特定日のみの運行となる。
- 2025年 3月15日： 土山BSを京都行きは乗車のみ、津行きは降車のみ取り扱いに変更（予定）。

利用状況
- 新聞報道によると、運行開始から1ヶ月間で、乗客数は当初見込みの年間3万〜4万人の2倍近いペースで推移しており好調。
- なお開通1周年を迎えた時点の三重交通の発表によると、津系統は初年度利用人員が約3.1万人で目標（3万人）をやや上回る結果となった。また四日市系統は初年度利用人員が約6.4万人で目標を（4万人）を大きく超える結果となった。

## 一般路線
・※は、地域間幹線系統として、国・三重県・自治体の補助を受けて運行する。

### 鈴鹿・亀山地区（旧鈴鹿営業所管内）

#### 鈴鹿市内・平田線
- 01系統：白子駅西 - 中旭が丘1丁目 - 鴉野 - 南道伯 - 本田技研 - 平田町駅
  - 平日昼間は40分毎、土休日昼間は60分毎の運転。平日の朝夕と土休日の朝、夜間は本数が増加する。

#### 白子サーキット線
- 03系統：白子駅西 - 中旭が丘1丁目 - 鴉野 - 鈴鹿サーキット
  - 平日白子駅西発5本、鈴鹿サーキット発4本、土休日60分毎の運転。長期休暇期間中の平日は4往復が追加で運転される。このほか、区間便として稲生寮前発白子駅西行きが早朝に平日2本、土休日1本設定されている。

#### 鈴鹿市内線
- 02系統：白子駅西 → 南玉垣 → 安塚口（三交鈴鹿） → 鈴鹿市駅 → 鈴鹿中央病院
- 02系統：白子駅西 - 南玉垣 - 安塚
- 05系統：白子駅西 - 南玉垣 - 桜島四丁目 - 鈴鹿中央病院
- 05系統：白子駅西 - 南玉垣 - MEGAドン・キホーテUNY鈴鹿店 - 鈴鹿中央病院 - 鈴鹿市駅
- 05系統：白子駅西 - 南玉垣 - 桜島四丁目 - MEGAドン・キホーテUNY鈴鹿店
  - 平日昼間は05系統鈴鹿中央病院発着と鈴鹿市駅発着が60分毎に交互での運転。
  - 土休日昼間は05系統MEGAドン・キホーテUNY鈴鹿店発着と鈴鹿市駅発着が60分毎に交互での運転。
  - 02系統の鈴鹿中央病院行きは、早朝1本のみ運転。
  - 2010年4月1日 - 02系統「白子駅西 - 南玉垣 - 三交鈴鹿 - 鈴鹿市駅 - 鈴鹿中央病院 - アピタ鈴鹿店 - 南玉垣 - 白子駅西」（両方向循環）を、現在の02系統と05系統の「白子駅西 - 南玉垣 - アピタ鈴鹿店 - 鈴鹿中央病院」に分割。鈴鹿市内線

#### 亀山みずほ台線
- 30系統：平田町駅 - 中富田 - 井田川駅 - みずほ台西 - 栄町 - 亀山駅前
  - 2012年4月1日のダイヤ改正で全便、井田川駅に乗り入れる。

#### ※亀山国府線
- 71系統：鈴鹿中央病院 - 平田町駅 - 国府 - 和田 - 本町3丁目 - 亀山駅前
- 71系統：鈴鹿中央病院 - 平田町駅 - 国府 - 回生病院 - 和田 - 本町3丁目 - 亀山駅前
  - 平日昼間は概ね120分毎、土休日昼間は概ね180分毎の運転。平日昼間のみ回生病院を経由。

#### 亀山椋本線
- 55系統：亀山駅前 - 阿野田 - 安知本 - 椋本
  - 昼間は120分毎の運転。

#### 亀山関工業団地線
- 91系統：亀山駅前 - 布気 - 朝明山 - 白木口 - シャープ亀山工場
  - 平日の昼間は概ね120分毎、土曜日は朝夕に合計4往復の運転。日祝日は全便運休。
  - 2017年10月1日よりシャープ亀山工場～シャープ亀山工場北間を延長。
  - 2020年4月1日よりシャープ亀山工場～シャープ亀山工場北間を廃止。

#### 鈴鹿市内線
- 直通：白子駅西 - 稲生高校（白子亀山線）
  - 学休日は運休

### 津地区（旧津営業所管内）
旧津営業所管内の方向幕装備車両は、系統番号に枝番（-0、-1）を付して表示しているが、本項では経由が異なる場合を除き、枝番を省略して記する。
なお、この枝番の付け方は、「-0」が郊外から津駅などのターミナル方面へ向かうものに、それ以外の枝番は津駅などのターミナルから郊外へ向かうものに付けられている。

#### 神戸白塚線
- 06系統：白塚駅 - 白塚口 - 津駅前 - 三重会館 - 津新町駅 - 神戸 - 泉ヶ丘団地                                                        
  - 昼間は60分毎の運転。

#### ※波瀬線
- 11系統：三重中央医療センター - 久居インターガーデン - 久居駅 - 本村 - 高野団地 - 波瀬支所前 - 室の口
- 11系統：久居駅 - 本村 - 高野団地 - 波瀬支所前 - 室の口
  - 昼間は120分毎の運転。
  - 久居駅で榊原線と乗り継ぎが可能（乗り継ぎ運賃適用）
  - 以前は津駅前から発着していた。
  - 2019年7月20日の改正で一部便がとことめの里に乗り入れる。

#### 高野団地線
- 11系統：久居駅 - 本村 - 高野団地 - とことめの里

#### ※榊原線
- 15系統：津駅前 - 三重会館 - 阿漕駅口 - 青谷 - 久居駅 - 上垣内 - 下村 - 榊原車庫前
- 16系統：津駅前 - 三重会館 - 阿漕駅口 - 青谷 - 久居駅 - 上垣内 - 上稲葉 - 榊原車庫前
  - 2012年10月1日の改正で15系統は全便、榊原車庫前止まりに変更される。榊原温泉口駅へは榊原車庫前で乗換えが必要。2019年7月20日の改正で一部便がおやつタウン前に乗り入れる。

#### 久居高茶屋線
- 21-0系統：久居駅東口←高茶屋団地←雲出←伊倉津←砂倉←香良洲公園
- 21-1系統：久居駅東口→高茶屋団地→雲出→伊倉津→砂倉→雲出鋼管町
- 21-2系統：久居駅東口→高茶屋団地→高茶屋
- 21-5系統：久居駅東口→高茶屋団地→雲出→雲出鋼管町→砂倉→香良洲公園
- 21-6系統：久居駅東口→高茶屋団地→雲出→伊倉津→砂倉→香良洲公園

#### 国立病院線
- 22系統：久居駅 - 久居インターガーデン - 三重中央医療センター-久居高校前
  - 平日のみ6往復の運転。土休日は運休。長期休暇期間中、三重中央医療センター〜久居高校前間は運休。
    - 三重中央医療センター〜久居高校前間は2017年12月1日延伸

#### 米津一身田線
- 30系統：一身田（西） - 白塚口 - 津駅前 - 三重会館 - 西阿漕 - 米津（ラッツ前）
- 30系統：津駅前←三重会館←西阿漕←米津（ラッツ前）
  - 米津発は津駅前止まり。

#### ※津三雲線
- 31-0系統：津駅前←三重会館←乙部朝日←米津（ラッツ前）←天白
- 31-1系統：津駅前→三重会館→乙部朝日→米津（ラッツ前）
- 31-2系統：津駅前→三重会館→乙部朝日→米津（ラッツ前）→天白

#### ※香良洲線
- 32系統：イオン津 - 津駅前 - 三重会館 - 上弁財 - 雲出 - 伊倉津 - 桜道 - 香良洲公園

#### 城山線
- 34-0系統：津駅前←三重会館←西阿漕←垂水←藤方←中城山←警察学校（午前）
- 34-0系統：津駅前←三重会館←西阿漕←垂水←黒木橋←中城山←警察学校（午後）
- 34-1系統：津駅前→三重会館→西阿漕→垂水→黒木橋→里の上→警察学校（午前）
- 34-2系統：津駅前→三重会館→西阿漕→垂水→黒木橋→住友前→警察学校（午前）
- 34-3系統：津駅前→三重会館→西阿漕→垂水→黒木橋→小森上野→住友前→警察学校
- 34-5系統：津駅前→三重会館→西阿漕→垂水→藤方→里の上→警察学校（午後）
- 34-6系統：津駅前→三重会館→西阿漕→垂水→藤方→住友前→警察学校（午後）
  - 警察学校行は午前：黒木橋経由（34-1、34-2系統）、午後：藤方経由（34-5、34-6系統）
  - 津駅前行は、午前：藤方経由、午後：黒木橋経由（系統はすべて34-0系統）

#### 津なぎさまち線
- 35系統：津駅前 - 三重会館 - 乙部朝日 - 空港アクセス港（津なぎさまち）
  - 高速船の運航時間に合わせて運転。

#### ※太陽の街線
- 40系統：千里駅前 - 千里ヶ丘団地 - 杜の街中央 - 太陽通り中央 - 太陽の街
- 40系統：千里駅前→千里ヶ丘団地→杜の街中央→太陽通り中央→太陽の街→千里ヶ丘団地→千里駅前
- 40系統：千里駅前→千里ヶ丘団地→太陽の街→太陽通り中央→杜の街中央→千里ヶ丘団地→千里駅前
  - 太陽の街発着のバスは2012年10月1日の改正で全便、杜の街中央経由に変更される。2018年9月1日の改正で、朝夕の便が循環運転に変更される。

#### 一身田大里線
- 51系統：サオリーナ前 - 津新町駅 - 三重会館 - 津駅前 - 白塚口 - 一身田 - 窪田 - 三重病院
  - 以前は、三重病院に南側から出入りしていた。（窪田 - 大里 - みどりヶ丘 - 三重病院）
- 51系統：津新町駅 - 三重会館 - 津駅前 - 白塚口 - 一身田（西）
  - 津市自主運行路線の受託運行
- 56-1系統：津新町駅→三重会館→津駅前→白塚口→高田高校前
  - 津新町駅発のみの運行

#### ※椋本線
- 52-0系統：椋本→高野尾→白塚口→津駅前→三重会館→柳山→米津（ラッツ前）→イオンモール津南
- 52-0系統：豊が丘→高野尾→白塚口→津駅前→三重会館→柳山→米津（ラッツ前）→イオンモール津南
- 52-1系統：イオンモール津南→米津（ラッツ前）→柳山→三重会館→津駅前→白塚口→高野尾→椋本
- 52-2系統：イオンモール津南→米津（ラッツ前）→柳山→三重会館→津駅前→白塚口→高野尾→豊が丘
- 52系統：イオンモール津南 - 米津（ラッツ前） - 柳山 - 三重会館 - 津駅前 - 白塚口 - サイエンスシティ
  - 2016年2月末、サンバレー閉鎖に伴い停留所名を高茶屋小森南に変更。2018年11月のダイヤ改正で高茶屋小森南をイオンモール津南前に改称し、朝と夜を除きイオンモール津南に乗り入れる。

#### 豊野団地線
- 53系統：三重会館 - 津駅前 - 白塚口 - 一身田東 - 豊野団地
  - 豊野団地内は、西豊野→豊野団地口→中公園前→小川→東豊野→西豊野の循環運行。
    - 始発便は豊野団地口始発、最終便は東豊野終着。

  - 平日6往復、土休日5往復の運転。

#### ※安濃線
- 65-0系統：三重会館←津新町駅←安濃総合庁舎前←安西橋←市場
- 65-1系統：三重会館→津新町駅→安濃総合庁舎前→安西橋→市場
- 65-3系統：三重会館→津新町駅→安濃総合庁舎前
- 65-6系統：三重会館→津新町駅→安濃総合庁舎前→安西橋→市場

#### 津西団地循環線
- 71-0系統：津駅西口→むつみヶ丘→西団地→東つつじヶ丘→津駅西口（→三重会館→津新町駅）
- 81-0系統：津駅西口←むつみヶ丘←西団地←東つつじヶ丘←津駅西口（←三重会館←津新町駅）
- 81-1系統：津駅西口←むつみヶ丘←西団地←東つつじヶ丘←津駅西口
  - 津駅西口 - 三重会館 - 津新町駅は、日中の一部便のみ運行

#### 津西ハイタウン線
- 84系統：（岩田橋 - 三重会館 - 武内病院 - ）津駅西口 - 東団地 - 緑の街 - 津西ハイタウン
- 85系統：津駅西口 - 鳥居町 - 渋見町 - 緑の街 - 津西ハイタウン
- 86系統：津駅西口 - むつみヶ丘 - 西団地 - 東つつじヶ丘 - 緑の街 - 津西ハイタウン
- 87系統：津駅西口 - むつみヶ丘 - 西団地 - 東つつじヶ丘 - 緑の街 - 津西ハイタウン - 看護大学前 - 夢が丘団地
  - 2012年4月1日のダイヤ改正で、87系統：津駅西口 - むつみヶ丘 - 西団地 - 東つつじヶ丘 - 緑の街 - 津西ハイタウン - 看護大学前 - 夢が丘団地が新設される。（下り方面のみ運行）

#### 看護大学・夢が丘線
- 89系統：津駅西口→大谷町→総合文化センター→（身障者福祉センター）→夢が丘団地（循環）→（逆経路）→津駅西口
- 89-2系統：津駅西口→上浜町六丁目→夢が丘団地（循環）→総合文化センター→大谷町→津駅西口
  - 身障者福祉センターは、一部の便が経由

#### ※長野線
- 91-0系統：（イオン津←）津駅前←三重会館←津新町駅←櫛形←美里総合支所前←平木
- 91-1系統：（イオン津→）津駅前→三重会館→津新町駅→櫛形→美里総合支所前→平木

#### 泉ヶ丘片田団地線
- 93系統：大学病院 - 津駅前 - 三重会館 - 津新町駅 - 櫛形 - 泉ヶ丘団地 - 片田団地
  - 泉ヶ丘団地は一部便が経由しない

#### ※穴倉線
- 95系統：津駅前 - 三重会館 - 津新町駅 - 櫛形  - 殿舟団地 - 今徳 - 辰水農協前 - 穴倉
  - 2019年9月1日の改正で殿舟団地線と統合。

#### みえブルーライン（三重大学病院直通バス）
- 系統番号なし：津駅前 - 三重大学病院（直通）[10][11]
  - 2024年1月4日運行開始[10][11]。1日13往復運行[11]。患者とその同伴者（原則1名）は、三重大学病院の診察券または紹介状を提示すれば、無料で乗車できる[11]。（運賃は三重大学病院が負担する[11]。）車体に三重大学病院のキャラクター「ミーベ」が描かれた専用車両で運行する[11]。

この他、三重県立津西高等学校のスクールバスの運行も受け持っている。

## 廃止・撤退路線

### 旧鈴鹿営業所管内
- 01系統：磯山団地 - 白子駅西 - 南道伯 - 大池町・本田技研前 - 平田町駅前（鈴鹿市内線）
- 01系統：白子駅前 - 白子駅西 - 南道伯 - 本田技研前 - 加佐登駅前 - 荒神山口（鈴鹿市内線）
- 01-05系統：鈴鹿中央病院 - 南玉垣 - 白子駅西 - 中旭ヶ丘1丁目 - 鴉野 - 南道伯 - 本田技研前 - 平田町駅（鈴鹿市内線）
- 02系統：鈴鹿市駅前 - 南玉垣 - 千代崎駅前 - 白子駅前（千代崎線）
- 02系統：白子駅西 - 南玉垣 - 三交鈴鹿 - 鈴鹿市駅 - 鈴鹿中央病院 - アピタ鈴鹿店 - 南玉垣 - 白子駅西（鈴鹿市内線・両方向循環）
- 03・04系統：平田町駅前 -大池町・本田技研 - 南道伯 - 鈴鹿サーキット（鈴鹿市内線）
- 04系統：平田町駅 - 庄野ヶ丘 - 加佐登駅 - 荒神山（平田荒神山線）
- 06系統：平田町駅 - 鈴鹿市文化会館 - 鈴鹿中央病院（平田中央病院線）
- 11系統：鈴鹿市駅 - 河曲駅前 - 佐々木記念館 - 久間田 - 小山田市民センター前 - 西陵中学校（久間田線）
- 20系統：国鉄四日市 - 近鉄四日市 - 泊町 - 河原田駅前 - 高岡 - 鈴鹿市駅 - 南玉垣 - 愛宕町 - 江島町 - 白子駅前（四日市白子線）
- 20系統：近鉄四日市 - 泊町 - 河原田駅前 - 高岡 - 鈴鹿市駅 - 南玉垣 - 白子駅西（四日市白子線）
- 21系統：近鉄四日市 - 泊町 - 河原田駅前 - 高岡台 - 采女が丘 - 内部駅前 - 追分駅前 - 泊町 - 近鉄四日市（四日市高岡循環線・両方向循環）
- 21系統：亀山駅前 - 亀山ローソク前 - 川崎農協前 - 原四ツ辻 - 伊船 - 長沢（順見線）
- 22系統：亀山駅前 - 亀山ローソク前 - 川崎農協前 - 原四ツ辻 - 上野 - 長沢（順見線）
- 22系統：近鉄四日市 - 泊町 - 河原田駅前 - 高岡 - 鈴鹿市駅 - 鈴鹿中央病院（四日市白子線）
- 23系統：亀山駅前 - 本町3丁目 - 川崎 - 伊船 - 長沢（亀山長沢線）
- 24系統：亀山駅前 - 医療センター前 - 辺法寺 - 池山西 - 石水渓（野外研修施設）（亀山石水渓線）
- 24系統：亀山駅前 - 辺法寺 - 池山西 - 石水渓（野外研修施設）（亀山石水渓線）
- 30系統：鈴鹿市駅前 - 河原田駅前 - 近鉄四日市 - 富田駅前 - 国道朝日 - 桑名駅前（桑名鈴鹿線）
- 42系統：鈴鹿市駅前 - 南玉垣 - 白子駅西 - 千里ヶ丘団地 - 伊勢上野 - 白塚口 - 津駅前 - 三重会館 - 津市役所前（鈴鹿津線）
- 42系統：白子駅西 - 白子高校前 - 秋永口 - 千里ヶ丘団地 - 太陽通り中央 - 太陽の街（白子太陽の街線）
※2003年3月31日に一旦廃止となり、その後復活したが再度廃止された
- 42-05系統：鈴鹿中央病院 - 南玉垣 - 白子駅西 - 白子高校前 - 秋永口 - 千里ヶ丘団地 - 太陽通り中央 - 太陽の街（白子太陽の街線）
- 50系統：近鉄四日市 - 追分駅前 - 内部駅前 - 石薬師 - 国道加佐登 - 亀山駅前 - 関バスセンター（四日市亀山線）
- 51系統：近鉄四日市 - 追分駅前 - 内部駅前 - 釆女が丘 - 久間田 - 和無田 - 長沢（長沢線） 
※2008年3月31日廃止（近鉄四日市 - 和無田は存続）
- 52系統：近鉄四日市 - 追分駅前 - 内部駅前 - 石薬師 - 国道庄野 - 本田技研 - 平田町駅 - 東三日市 - 鈴鹿市駅（鈴鹿四日市線）
- 55系統：亀山駅前 - 安知本 - （芸濃町役場前） - 高野尾 - 高田高校前 - 白塚口 - 津駅前 - 三重会館 - 津市役所前（亀山津線）
- 61系統：亀山駅前→医療センター前→小川→上白木→道野→亀山駅前（亀山白木小川線）
- 62系統：亀山駅前→道野→上白木→小川→医療センター前→亀山駅前（亀山白木小川線）
- 63系統：亀山駅前 - 医療センター前 - 小川（亀山白木小川線）
- 71系統：国鉄鈴鹿・労働福祉会館 - 鈴鹿市駅前 - 平田町駅 - 北道伯 - 本田技研前 - 国府 - 和田 - 本町三丁目 - 亀山駅前（鈴鹿亀山線）
- 80系統：白子駅西 - 稲生 - 三宅橋 - 二本松団地 - 亀山駅前（白子亀山線）
- 80-05系統：鈴鹿中央病院 - 南玉垣 - 白子駅西 - 稲生 - 三宅橋 - 二本松団地 - 亀山駅前（白子亀山線）
- 81系統：白子駅西 - 稲生 - 鈴鹿スポーツガーデン（白子亀山線）
- 81-05系統：鈴鹿中央病院 - 南玉垣 - 白子駅西 - 稲生 - 鈴鹿スポーツガーデン（白子亀山線）
- 82系統：白子駅西 - 稲生 - 三宅橋 - 下之庄駅 - 二本松団地 -  - 亀山駅前（白子亀山線）
- 90系統：亀山駅前 - 布気 - 関駅前 - 市瀬 - 伊勢坂下（亀山関線）
- 90系統：亀山駅前 - 布気 - 関駅前（亀山関線）
- 91系統：鈴鹿市駅前 - 平田町駅前 - 奈良 - 本田技研前 - 庄野ヶ丘 - 加佐登駅前 - 伊船 - 長沢 - 山本 - 椿神社口 - 大久保（鈴鹿椿線）
- 92系統：鈴鹿市駅前 - 平田町駅前 - 通用門 - 庄野ヶ丘 - 加佐登駅前 - 伊船 - 長沢 - 山本 - 椿神社口 - 大久保（鈴鹿椿線）
- 92系統：平田町駅 - 庄野ヶ丘 - 加佐登駅 - 伊船 - 長沢 - 山本 - 椿大神社（平田椿線）

### 旧津営業所管内
- 03系統：津新町駅 - 三重会館 - 柳山 - 米津 - サンバレー（津新町米津線）
- 04系統：津駅前 - 県庁前 - 乙部 - 下弁財 - 米津（乙部線）
- 05系統：津駅前 - 島崎町 - 津海岸 - 乙部 - 三重会館 - 津新町駅 - 半田農協前 - 阿漕駅（半田高洲線）
- 06系統：白塚駅 - 白塚口 - 津駅前 - 三重会館 - 津新町駅 - 神戸 - 五軒町 - 西部市民センター（神戸白塚線）
- 11系統：田尻経由     11系統は全て田尻を経由していて高野団地経由は無かった
- 12系統：三重会館 - 西阿漕 - 久居駅 - 本村 - 高野団地 - 家城 - 竹原 - 君ヶ野 - 野登瀬 - 上多気 - 丹生俣（多気線）
- 12系統：一志病院 - 竹原 - 君ヶ野 - 野登瀬 - 上多気 - 丹生俣（多気線）
- 12系統：家城駅-竹原-大野-伊勢鎌倉駅-小西-八知-比津-上殿-奥津小学校前-奥津駅前-八幡中学校前-川上 (一部三重会館発着)

- 12系統：久居駅 - 本村 - 高野団地 - 家城 - 竹原（多気線）
  - 2021年3月31日：運行終了。

- 13系統：久居-三ヶ野-大三駅前-岡-倭-白山中学前-関ノ宮駅-北家城-家城-一志病院前-城立-上福田山
- 13系統：久居←三ヶ野←大三駅前←岡←倭←白山中学前←関ノ宮駅←北家城←家城駅前
- 15系統：榊原車庫前 - 白雲荘前 - 榊原温泉口駅（榊原線）
  - 2021年3月31日：運行終了。
- 17系統：榊原温泉口駅 - 垣内 - 一志病院前 - 家城駅（榊原白山線）
- 17系統：榊原温泉口駅 - 中部池田墓園（榊原白山線）
- 33系統：倉紡前 - 津駅前 - 三重会館 - 乙部朝日 - 米津 - 卸センター（米津倉紡線）
- 40系統：三重会館 - 津駅前 - 白塚口 - 千里駅前 - 千里ヶ丘団地 - 太陽通り中央 - 太陽の街（津太陽の街線）
- 40系統：津駅前 - 白塚口 - 千里駅前（津太陽の街線）
  - 2021年3月31日：運行終了。
- 51系統：津新町駅 - 三重会館 - 津駅前 - 白塚口 - 一身田 - 三重病院 - 安濃東（津新町大里線）
- 52-3系統：三重会館 - 津駅前 - 白塚口 - 高野尾 - 関バスセンター （椋本線）
- 52-4系統：米津 - 柳山 - 三重会館 - 津駅前 - 白塚口 - 高田高校前（椋本線・高田高校前止まり）
- 52-5系統：米津 - 柳山 - 三重会館 - 津駅前 - 大学病院（椋本線・大学病院止まり）
- 52-6系統：米津 - 柳山 - 三重会館 - 津駅前 - 大学病院 - 白塚口 - 高野尾 - 椋本（椋本線・大学病院経由）
- 52-7系統：米津 - 柳山 - 三重会館 - 津駅前 - 大学病院 - 白塚口 - 高野尾 - 豊里ネオポリス（椋本線・大学病院経由）
- 53系統：三重会館 - 津駅前 - 白塚口 - 一身田東 - 豊野団地 - 三行（三行線）
  - 2021年3月31日：高佐 - 三行間の運行終了。
- 62系統：三重会館 - 津新町駅 - 神戸 - 櫛形 - 土手 - 津新町駅（神戸循環線）
- 65系統：三重会館 - 津新町駅 - 安濃町役場 - 安西橋 - 椋本（安濃線）
- 66系統：（三重会館 - 津新町駅 - ）安濃庁舎前 - 経ヶ峰口 - 立合（安濃線）
  - 2021年3月31日：運行終了。
- 87系統：船頭町 - 岩田橋 - 三重会館 - 津駅西口 - 東むつみヶ丘 - 津西ハイタウン（津西ハイタウン線）
- 88系統：米津 - 柳山 - 三重会館 - 津駅西口 - 大谷町 - 総合文化センター前（総合文化センター線）
- 88系統：船頭町 - 三重会館 - 津駅西口 - 大谷町 - 総合文化センター前（総合文化センター線）
- 96系統：三重会館 - 津新町駅 - 櫛形 - 長谷山口 - 辰水（辰水線）

## 車両
車両の情報は、2024年12月現在のものです。また、廃車や新車投入等によって他営業所へ転属した車両もある可能性があります。

### ノンステップ[14][12]

#### 大型
- いすゞ・エルガ(初代)

1021,1022,1158
- いすゞ・エルガハイブリッド(初代)

1701-1705
- いすゞ・エルガ(2代目)

1165,1171-1173,1185,1190,1193,1404
- 三菱ふそう・ニューエアロスター

2351※2024年度内の引退が発表されている

#### 中型
- いすゞ・エルガミオ(初代)

3021-3028,3034,3035,3037,3047,3063,3066
- いすゞ・エルガミオ(2代目)

3071-3073,3080,3081,3093,3094,3101-3103

#### 小型
- 日野・ポンチョ

6465,6466,6474,6493,6494,6498
- 三菱ふそう・エアロミディME

2154

### ワンステップ[16][12]

#### 大型
- いすゞ・エルガ(初代)

1270,1271,1290-1292,1305,1310-1312,1316,1319,1320

#### 中型
- いすゞ・エルガLT

3813,3817-3819,3822,3825-3831,3834,3837,3843
- いすゞ・エルガミオ(初代)

3312,3315,3319,3324,3331-3333

#### 小型
在籍無し。

### ツーステップ[17][12]

#### 大型
- いすゞLV+富士重工7E

1215※2024年度内の引退が発表されている
- 三菱ふそう・ニューエアロスター

2315,2316

#### 中型
- いすゞ・ジャーニーK

3255(幕式),3258

#### 小型
- 日野・リエッセ

6653,6654
（リフト付き）6675,6676